# Łapiduch
Łapiduch – demon słowiański z wierzeń ludności Puszczy Sandomierskiej, czyhający na pokutujące dusze i dręczący je. 
Łapiduch przypominał wyglądem bulwiastą kulę wspierającą się na pięciopalczastych, szponowatych stopach oraz z krótkimi rękami i długimi palcami uzbrojonymi w ostre pazury. Siedzibą jego były pustkowia, gdzie czatował na pokutujące dusze, Kiedy udało mu się je pochwycić, znęcał się nad nimi i doprowadzał do płaczu. Nigdy nie atakował ludzi żywych.